# Seychellendwergooruil
De seychellendwergooruil (Otus insularis) is een vogelsoort uit de familie van de strigidae (uilen). Het is een bedreigde, endemische vogelsoort op de Seychellen. De uil werd in 1880 geldig beschreven door Henry Baker Tristram; het was toen de eerste uil die van deze eilandengroep bekend werd.

## Kenmerken
Deze dwergooruil is 20 tot 22 cm lang. Het is een kleine uil met "oortjes" van boven grijsbruin en van onder en in het "gezicht" roodachtig bruin. Van boven is het verenkleed gemarmerd, op de borst en buik zijn zwarte lengte streepjes. De ogen zijn heldergeel tot oranjerood.

## Verspreiding en leefgebied
De soort komt voor op het eiland Mahé (Seychellen). Het leefgebied is gemengd, vochtig bos in heuvelland boven de 400 m boven zeeniveau. De uil wordt ook wel waargenomen in de nabijheid van theeplantages en menselijke bewoning, mits er bos in de buurt is.

## Status
De seychellendwergooruil heeft een beperkt verspreidingsgebied en daardoor is de kans op uitsterven aanwezig. De grootte van de populatie werd in 2016 door BirdLife International geschat op 249 tot 300 volwassen individuen, op grond van onderzoek dat in 2004 werd gepubliceerd. De populatie-aantallen zijn waarschijnlijk sindsdien stabiel. De lager gelegen delen van het leefgebied worden aangetast door uitbreiding van menselijke nederzettingen. Om deze reden staat deze soort als kritiek op de Rode Lijst van de IUCN.